# Lijst van nummer 1-hits in Canada in 2016
Deze hits stonden in 2016 op nummer 1 in de Canadian Hot 100, de bekendste hitlijst in Canada.
| Datum        | Artiest                         | Titel                     |
| ------------ | ------------------------------- | ------------------------- |
| 2 januari    | Justin Bieber                   | Sorry                     |
| 9 januari    | Justin Bieber                   | Sorry                     |
| 16 januari   | Justin Bieber                   | Sorry                     |
| 23 januari   | Justin Bieber                   | Sorry                     |
| 30 januari   | Justin Bieber                   | Sorry                     |
| 6 februari   | Justin Bieber                   | Sorry                     |
| 13 februari  | Justin Bieber                   | Sorry                     |
| 20 februari  | Zayn                            | Pillowtalk                |
| 27 februari  | Justin Bieber                   | Love Yourself             |
| 5 maart      | Justin Bieber                   | Love Yourself             |
| 12 maart     | Rihanna & Drake                 | Work                      |
| 19 maart     | Rihanna & Drake                 | Work                      |
| 26 maart     | Rihanna & Drake                 | Work                      |
| 2 april      | Rihanna & Drake                 | Work                      |
| 9 april      | Lukas Graham                    | 7 years                   |
| 16 april     | Lukas Graham                    | 7 years                   |
| 23 april     | Lukas Graham                    | 7 years                   |
| 30 april     | Lukas Graham                    | 7 years                   |
| 7 mei        | Drake, Wizkid & Kyla            | One Dance                 |
| 14 mei       | Drake, Wizkid & Kyla            | One dance                 |
| 21 mei       | Drake, Wizkid & Kyla            | One dance                 |
| 28 mei       | Drake, Wizkid & Kyla            | One dance                 |
| 4 juni       | Drake, Wizkid & Kyla            | One dance                 |
| 11 juni      | Drake, Wizkid & Kyla            | One dance                 |
| 18 juni      | Drake, Wizkid & Kyla            | One dance                 |
| 25 juni      | Justin Timberlake               | Can't stop the feeling    |
| 2 juli       | Sia & Sean Paul                 | Cheap thrills             |
| 9 juli       | Sia & Sean Paul                 | Cheap thrills             |
| 16 juli      | Sia & Sean Paul                 | Cheap thrills             |
| 23 juli      | Calvin Harris & Rihanna         | This is what you came for |
| 30 juli      | Calvin Harris & Rihanna         | This is what you came for |
| 6 augustus   | Calvin Harris & Rihanna         | This is what you came for |
| 13 augustus  | Major Lazer, Justin Bieber & MØ | Cold water                |
| 20 augustus  | Sia & Sean Paul                 | Cheap thrills             |
| 27 augustus  | Major Lazer, Justin Bieber & MØ | Cold water                |
| 3 september  | Major Lazer, Justin Bieber & MØ | Cold water                |
| 10 september | The Chainsmokers & Halsey       | Closer                    |
| 17 september | The Chainsmokers & Halsey       | Closer                    |
| 24 september | The Chainsmokers & Halsey       | Closer                    |
| 1 oktober    | The Chainsmokers & Halsey       | Closer                    |
| 8 oktober    | The Chainsmokers & Halsey       | Closer                    |
| 15 oktober   | The Chainsmokers & Halsey       | Closer                    |
| 22 oktober   | The Chainsmokers & Halsey       | Closer                    |
| 29 oktober   | The Chainsmokers & Halsey       | Closer                    |
| 5 november   | The Chainsmokers & Halsey       | Closer                    |
| 12 november  | The Chainsmokers & Halsey       | Closer                    |
| 19 november  | The Chainsmokers & Halsey       | Closer                    |
| 26 november  | The Chainsmokers & Halsey       | Closer                    |
| 3 december   | The Chainsmokers & Halsey       | Closer                    |
| 10 december  | The Weeknd & Daft Punk          | Starboy                   |
| 17 december  | The Weeknd & Daft Punk          | Starboy                   |
| 24 december  | The Weeknd & Daft Punk          | Starboy                   |
| 31 december  | The Weeknd & Daft Punk          | Starboy                   |